# Denise Levertov
Denise Levertov (24. října 1923 – 20. prosince 1997) byla britská básnířka, po většinu života žijící ve Spojených státech amerických.
Narodila se v Ilfordu v tehdejším Essexu ruskému otci a velšské matce. Básně začala publikovat za druhé světové války, kdy pracovala jako sestra v Londýně. První sbírku básní The Double Image vydala v roce 1946. V roce 1947 se provdala za amerického spisovatele Mitchella Goodmana, s nímž krátce žila ve Francii; v roce 1948 se usadili v USA. V roce 1956 vydala svou druhou sbírku Here and Now, která byla šestým svazkem kapesní edice Ferlinghettiho nakladatelství City Lights. Většinu jejích pozdějších sbírek vydalo nakladatelství New Directions. Mezi její literární vzory patřili Ezra Pound, Wallace Stevens a William Carlos Williams. V letech 1981 až 1994 vyučovala na Stanfordově univerzitě.
V češtině vyšel výbor z její poezie v překladu Hany Žantovské v knize Já žízeň (1987). V překladu Stanislava Mareše je zastoupena v antologii Obeznámeni s nocí (1967).